# Ochsenheimeria lovyi
Ochsenheimeria lovyi is een vlinder uit de familie van de spitskopmotten (Ypsolophidae). De wetenschappelijke naam van de soort is voor het eerst geldig gepubliceerd in 1930 door Dumont.